# Carole Pateman

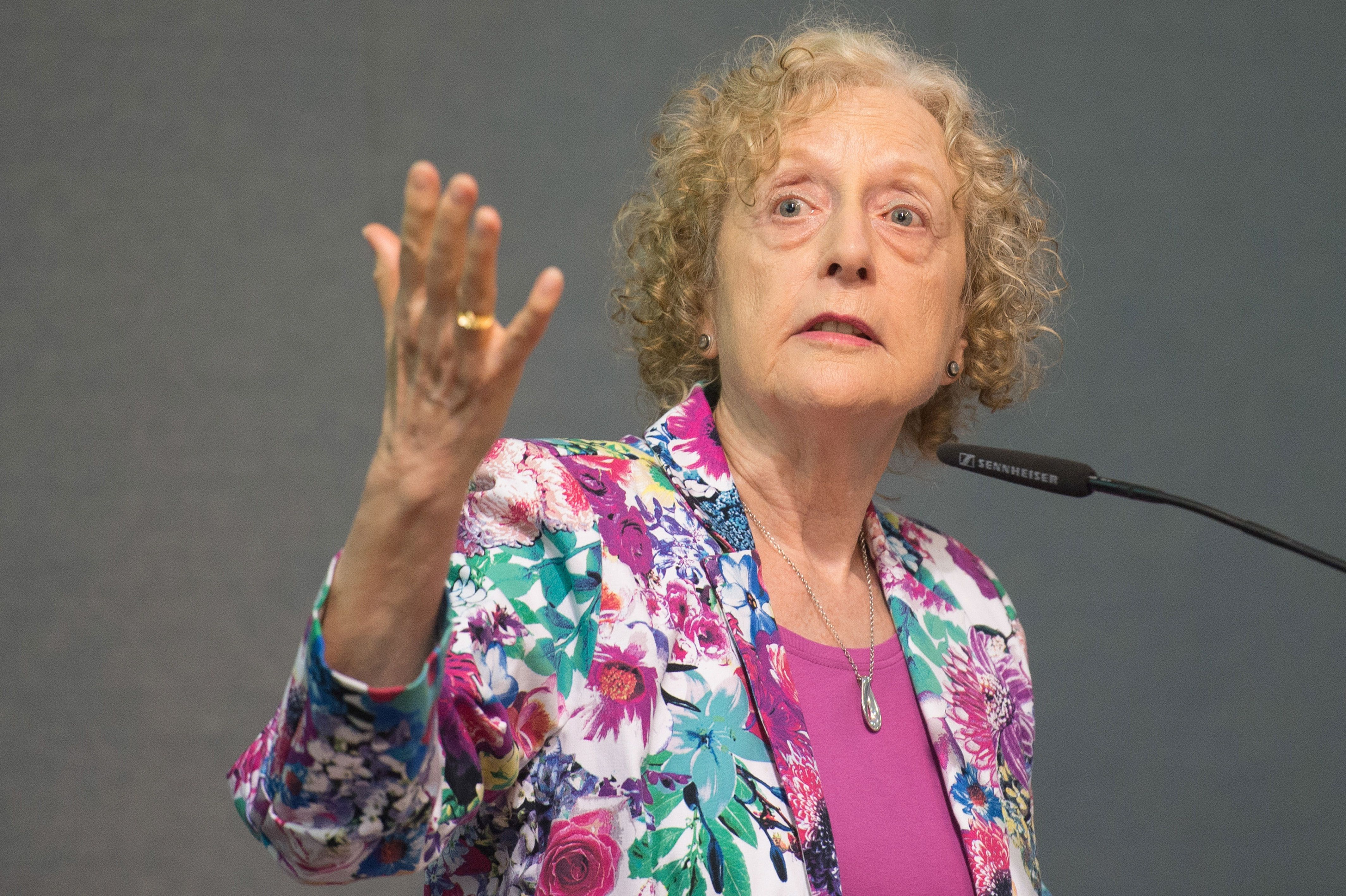
Carole Pateman (2015)

Carole Pateman (* 11. Dezember 1940 in Sussex) ist eine in Großbritannien geborene Politikwissenschaftlerin. Sie ist Emerita der University of California, Los Angeles. Ihre Schwerpunkte in Lehre, Forschung und Publikationen sind Politische Theorie, speziell Demokratietheorie, und feministische Theorien.

## Leben
Carole Pateman wuchs in einer Arbeiterfamilie in Sussex in England auf. Sie erhielt ein Stipendium für das Ruskin College und war die erste Frau, die dort studierte.
Sie promovierte in Politikwissenschaften an der Universität Oxford.

## Schaffen
Carole Pateman hatte zahlreiche Lehr- und Forschungsaufträge in Australien, Europa und Nordamerika inne. 1990 wurde sie Professorin für Politische Wissenschaften an der University of California (UCLA), wo sie auch nach ihrer Emeritierung noch lehrt. Als erste Frau war sie von 1991 bis 1994 Präsidentin der International Political Science Association (IPSA) und Präsidentin der Australasian Political Science Association. 1996 wurde sie Fellow der American Academy of Arts and Sciences. 2007 wurde sie zum Mitglied der British Academy gewählt. 2010–11 war sie Präsidentin der American Political Science Association. Als Honorar-Professorin lehrt sie an der School of European Studies an der Universität Cardiff. Sie erhielt die Ehrendoktorwürde von der Universität Helsinki und der National University of Ireland.
Zu ihren wichtigsten Schriften zählen Participation and Democratic Theory (1970) und The Problem of Political Obligation (1979). In Participation and Democratic Theory entwickelt sie, inspiriert von den Schriften Jean-Jacques Rousseaus, John Stuart Mill und G. D. H. Coles, eine partizipatorische Vorstellung von Demokratie. Ihr Werk The Sexual Contract (1988, Der Geschlechtervertrag) hat nachhaltig die feministische Theorie beeinflusst. Es wurde in acht Sprachen übersetzt und mit Preisen ausgezeichnet. In dem Buch werden ideengeschichtliche Klassiker und die klassischen Vertragtheorien aus feministischer Sicht neu bewertet. Soziale und politische Institutionen werden als gegen Frauen gerichtete, patriarchalische Unterdrückungsinstrumente betrachtet. Im gleichen Jahr formulierte sie in einem Aufsatz („The Patriachal Welfare State“) das Wollstonecraft-Dilemma als Zielkonflikt zwischen der Forderung nach rechtlicher Gleichstellung von Frauen und der Forderung nach gleichberechtigter Wertschätzung der Talente, Bedürfnisse und Betreuungsfähigkeiten von Frauen. Der Aufsatz gilt inzwischen als bahnbrechende Arbeit über den patriarchalen Wohlfahrtsstaat. Das Wollstonecraft-Dilemma wurde ein Ausgangspunkt für die Theorie der geschlechtsspezifischen Staatsbürgerschaft.
Als eine der ersten Politikwissenschaftlerinnen befasste sie sich in Simian Sovereignty (1997) mit dem politischen Status von Tieren.
2012 wurde Carole Pateman mit dem Johan-Skytte-Preis der Universität Uppsala für außerordentliche Leistungen auf dem Gebiet der Politischen Wissenschaften ausgezeichnet.

## Schriften (Auswahl)
Monografien
- Participation and Democratic Theory. Cambridge University Press, Cambridge 1970, ISBN 0-521-07856-3.
- The Problem of Political Obligation. A Critical Analysis of Liberal Theory. Wiley, Chichester u. a. 1979, ISBN 0-471-99699-8.
- The Sexual Contract. Polity Press, Cambridge u. a. 1988, ISBN 0-7456-0431-5.[8]
- The Disorder of Women. Democracy, Feminism and Political Theory.  Polity Press, Cambridge 1989, ISBN 0-7456-0789-6.
- Contract and Domination. (mit Charles W. Mills), Polity Press, Cambridge u. a. 2007, ISBN 978-0-7456-4003-7.

Herausgeberschaft
- Feminist Interpretations and Political Theory. (mit Mary Lyndon Shanley), Pennsylvania State University Press, University Park PA 1991, ISBN 0-271-00736-2.
- Justice and Democracy. Essays for Brian Barry. (mit Keith Dowding und Robert E. Goodin), Cambridge University Press, Cambridge u. a. 2004, ISBN 0-521-83695-6.
- Basic Income Worldwide. Horizons of Reform. (mit Matthew N. Murray), Palgrave Macmillan, Houndmills u. a. 2012, ISBN 978-0-230-28542-2.

## Auszeichnungen
- 1989 Victoria Schuck Award of the American Political Science Association für The Sexual Contract.
- 2004 Lifetime Achievement Award, UK Political Studies Association.
- 2005 Benjamin Lippincott Award, American Political Science Association für The Sexual Contract.
- 2012 Johan Skytte Prize in Political Science der Universität Uppsala.